# 沪瑞高速公路
滬瑞高速公路是中華人民共和國交通部1992年制定的五纵七横国道主干綫規劃的一条，现已廢除，包括现有以下高速公路区段：
- 沪昆高速公路，上海-昆明段；
- 杭瑞高速公路，昆明-瑞丽段。